# ワシントン準州
ワシントン準州（ワシントンじゅんしゅう、英: Washington Territory）は、1853年2月8日から1889年11月11日まで存在したアメリカ合衆国の自治的領域、すなわち準州である。その領域はオレゴン準州の領域からコロンビア川の北と、コロンビア川の東は北緯46度線の北で区切られた範囲となった。準州を創設するための法案の初稿では「コロンビア準州」と名付けられていたが、ジョージ・ワシントンを称える名前がケンタッキー州選出のアメリカ合衆国下院議員リチャード・H・スタントンから提案された。
準州都はオリンピアとされ、初代準州知事はアイザック・スティーブンスだった。
準州の初めの領域には、現在のワシントン州とともにアイダホ州北部とモンタナ州の大陸分水界から西の部分が含まれていた。1859年のオレゴン州の州昇格と共にオレゴン準州の東側の部分、すなわち現在のアイダホ州南部とワイオミング州の大陸分水界から西の部分（当時はネブラスカ準州）およびモンタナ州ラバリ郡の小さな領域がワシントン準州に付設された。
1863年、スネーク川と西経117度線より東の領域が新しく創設されたアイダホ準州に組み入れられ、現在のワシントン州の領域と同じになった。ワシントン準州は1889年11月11日に、アメリカ合衆国42番目の州として加盟を認められた。

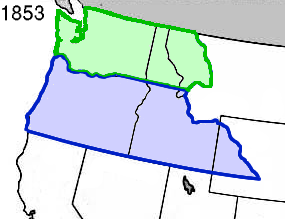
ワシントン準州（緑色）とオレゴン準州（青色）、1853年
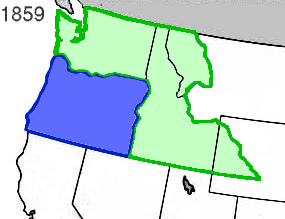
ワシントン準州（緑色）とオレゴン州、1859年
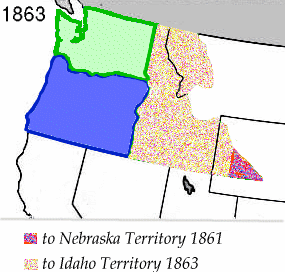
アイダホ準州の創設、1863年